# Diabolical Fullmoon Mysticism
Diabolical Fullmoon Mysticism – debiutancka płyta studyjna norweskiego zespołu blackmetalowego Immortal wydana 1 lipca 1992 roku przez francuską wytwórnię płytową Osmose. Do utworu "The Call of the Wintermoon" powstał teledysk.

## Lista utworów
1. "Intro" – 1:35
2. "The Call of the Wintermoon" – 5:40
3. "Unholy Forces Of Evil" – 4:28
4. "Cryptic Winterstorms" – 6:08
5. "Cold Winds Of Funeral Dust" – 3:47
6. "Blacker Than Darkness" – 4:17
7. "A Perfect Vision Of The Rising Northland" – 9:04

## Twórcy
- Olve "Abbath" Eikemo – śpiew, gitara basowa
- Harald "Demonaz" Nævdal – gitara, oprawa graficzna albumu
- Gerhard "Armagedda" Herfindal – perkusja
- Eirik "Pytten" Hundvin – produkcja
- J.W.H. – okładka albumu, logo zespołu
- Stein Kare – zdjęcia

## Wydania
- Osmose, 1 lipca 1992 – wydanie na płycie CD
- Osmose, 1 lipca 1992 – wydanie na płycie płycie gramofonowej
- Osmose, 1998 – wydanie limitowane do 300 sztuk na płycie gramofonowej typu picture disc
- Osmose, 2005 – wydanie limitowane do 1000 sztuk na płycie gramofonowej

## Wideografia
- "The Call of the Wintermoon" - 1992 (wideoklip)